# 法尔索
法尔索（法語：Farceaux，法語發音：[faʁso]）是法国厄尔省的一个市镇，属于莱桑德利区。

## 地理
法尔索（49°17'21"N, 1°31'8"E）面积7.56 平方千米，位于法国诺曼底大区厄尔省，该省份为法国北部内陆省份，北起滨海塞纳省，西接奧恩省和卡爾瓦多斯省，南至厄尔-卢瓦省，东临瓦兹省、瓦兹河谷省和伊夫林省。
与法尔索接壤的市镇（或旧市镇、城区）包括：阿克维尔、韦克桑地区弗勒内勒、索赛拉康帕涅。

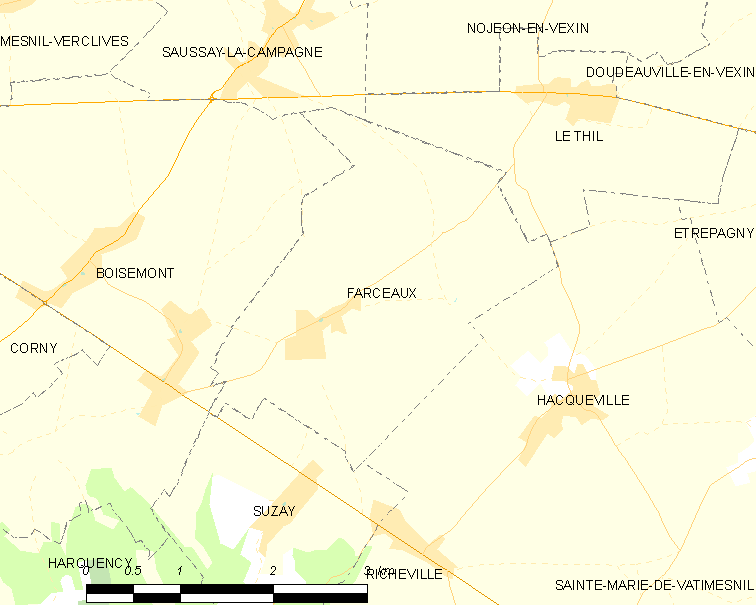
法尔索的OSM定位图

法尔索的时区为UTC+01:00、UTC+02:00（夏令时）。

## 行政
法尔索的邮政编码为27150，INSEE市镇编码为27232。

## 政治
法尔索所属的省级选区为日索尔县。

## 人口

1962-2008年间法尔索人口变化图示

法尔索于2022年1月1日时的人口数量为343人。